# 내셔널 세미컨덕터 PACE

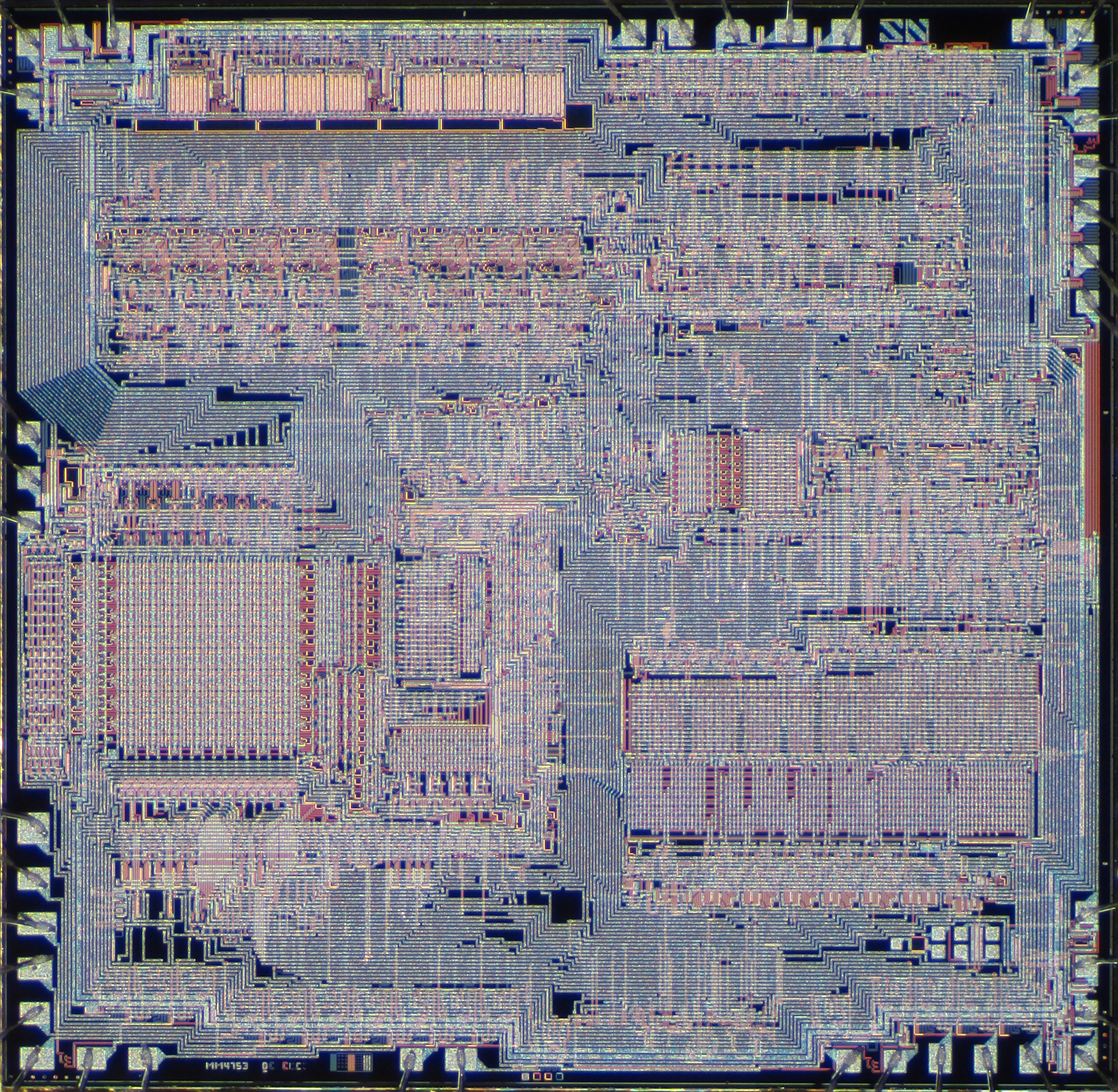
내셔널 세미컨덕터 PACE의 다이.

내셔널 세미컨덕터 PACE(IPC-16A/520 PACE)는 내셔널 세미컨덕터에서 제작한 최초의 상업용 싱글 칩 16비트 마이크로프로세서다. PACE라는 이름은 "Processing and Control Element"의 줄임말이다.
PACE는 범용 어큐뮬레이터 4개를 가지고 있으며 명령어 셋 아키텍처는 데이터 제너럴 노바(Data General Nova) 미니 컴퓨터에서 파생된 IMP-16 아키텍처와 비슷했다. PACE는 IMP-16 보다 좀 더 빨랐으며 8비트 데이터 처리에 적합한 "바이트 모드"를 가지고 있었다. 페이스 명령어 중에는 첫 번째 어큐뮬레이터 AC0에서만 작동하는 것이 있었는데 어큐뮬레이터 전부를 사용할 수 있는 IMP-16과 다른 점이었다.
나중에 PACE의 자리를 INS8900이 이어받았다. INS8900은 PACE와 동일한 아키텍처이며 NMOS 공정으로 제작되었다는 것이 다른 점이다.